# Marbeuf
Marbeuf é uma comuna francesa na região administrativa da Normandia, no departamento de Eure. Estende-se por uma área de 8,6 km². Em 2010 a comuna tinha 476 habitantes (densidade: 55,3 hab./km²).